# Steinkreis von Tingstad
Der Steinkreis von Tingstad ist ein Steinkreis oder Domarring am Tingstadveien in Grålum, Gemeinde Sarpsborg im norwegischen Fylke Østfold.
Der Standort Tingstad besteht aus dem Steinkreis und einem kleinen Rundhügel. 1923 wurde nur einen Meter vom Kreis entfernt ein Haus gebaut, aber der Steinkreis wurde nicht berührt. Er befindet sich auf einem kleinen sandigen Hügel mit einigen größeren Bäumen und hohem Gras, auch innerhalb des Kreises.
Die Steine des Kreises von 8,0 bis 9,0 Meter Durchmesser erreichen Höhen von 60 bis 100 cm. Der Abstand zwischen ihnen variiert zwischen 1,5 und 2,5 Metern. Die meisten haben runde Köpfe. Die flachen Breitseiten der Steine sind zum Mittelpunkt des Kreises gerichtet. In der Nähe der Steine liegt ein Rundhügel mit einem Durchmesser von etwa 15,0 Metern und etwa einem Meter Höhe. Er ist bewachsen und schwer zu finden.
In der Nähe von Sarpsborg befinden sich mehrere kleine und große Gräberfelder. Der Steinkreis war wahrscheinlich auch Teil eines größeren Gräberfeldes.